# Adam Żurowski
Adam Roman Żurowski (ur. 3 marca 1929 we Lwowie, zm. 25 marca 2016 w Gdańsku) – geodeta, profesor nauk technicznych, profesor zwyczajny Politechniki Gdańskiej, dziekan Wydziału Hydrotechniki Politechniki Gdańskiej (1990–1993), kierownik Katedry Geodezji Politechniki Gdańskiej (1985–1999).

## Życiorys
Urodził się 3 marca 1929 roku we Lwowie. W roku 1949 po zdaniu matury w Liceum Ogólnokształcącym im. St. Żeromskiego w Jeleniej Górze, rozpoczął studia na Wydziale Inżynierii Lądowej Politechniki Gdańskiej, które ukończył w 1955, uzyskując tytuł magistra inżyniera nauk technicznych, specjalność konstrukcje budowlane. W roku 1953 rozpoczął pracę w charakterze asystenta w Katedrze Geodezji na Wydziale Budownictwa Wodnego, kierowanej wówczas przez prof. Pawła Kułakowskiego, z którą związał się na całe swoje życie zawodowe. W latach 1959–1964 odbył studia na Wydziale Geodezji i Kartografii Politechniki Warszawskiej, uzyskując tytuł zawodowy magistra inżyniera geodety, specjalność geodezja inżynieryjno-przemysłowa.
Stopień naukowy doktora nauk technicznych uzyskał w czerwcu 1970, który nadała Rada Naukowa Instytutu Hydrotechniki Politechniki Gdańskiej na podstawie rozprawy doktorskiej pt. „Deformacje przypowierzchniowych warstw niektórych gruntów Żuław Wiślanych pod wpływem mrozu i zmian wilgotności”.
Stopień naukowy doktora habilitowanego nauk technicznych w zakresie budownictwa wodnego nadała mu w lipcu 1987 Rada Naukowa Wydziału Hydrotechniki Politechniki Gdańskiej na podstawie rozprawy habilitacyjnej pt. „Badanie przemieszczeń i odkształceń morskich budowli hydrotechnicznych”.
12 maja 1992 roku z rąk Prezydenta RP Lecha Wałęsy otrzymał tytuł profesora nauk technicznych.

## Działalność dydaktyczna i organizacyjna
Pracę dydaktyczną rozpoczął 15 października 1953 (jako inżynier) w Katedrze Miernictwa i Geodezji Wydziału Budownictwa Wodnego Politechniki Gdańskiej.
Od 1956 prowadził w zastępstwie kierownika katedry prof. Pawła Kułakowskiego wykłady z przedmiotów „Geodezja”, „Pomiary budowlane” i „Miernictwo”. Od 1958, po powołaniu na stanowisko adiunkta, prowadził samodzielnie wykłady z przedmiotów: „Tyczenie tras i profili” (1959–1965), „Geodezja stosowana”, „Pomiary budowlane” (1966–1977), „Geodezja inżynieryjna i fotogrametria” oraz „Geodezja” (1977–1998).
1 września 1985 został powołany na stanowisko kierownika Katedry Geodezji Politechniki Gdańskiej i pozostał nim do czasu odejścia na emeryturę w 1999. W okresie 1990–1993 był dziekanem Wydziału Hydrotechniki Politechniki Gdańskiej.
Od 1970 był członkiem Stowarzyszenia Geodetów Polskich. W latach 1972–1989 pełnił m.in. funkcje przewodniczącego Głównej Komisji Morskiej w Gdańsku i Warszawie, członka Zarządu Oddziału w Gdańsku, członka Zarządu Sekcji Geodezji Przemysłowej w Warszawie, członka Zespołu Kwalifikacyjnego ds. Specjalizacji Zawodowej Inżynierów w Warszawie. Był również organizatorem trzech Ogólnopolskich Konferencji Naukowo-Technicznych „Geodezja w gospodarce morskiej”, współorganizatorem czterech Konferencji Naukowo-Technicznych „Automatyzacja w geodezji” w Warszawie oraz redaktorem Biuletynu Technicznego SGP w Gdańsku.
W latach 1988–1992 był przedstawicielem Stowarzyszenia Geodetów Polskich w IV Komisji Międzynarodowej Federacji Geodetów (FIG) „Pomiary hydrograficzne”, w latach 1990–1998 był członkiem Komitetu Geodezji Polskiej Akademii Nauk (PAN), a w latach 1982–1999 członkiem Sekcji Geodezji Inżynieryjnej Komitetu Geodezji PAN.
Był nauczycielem w Wyższej Szkole Gospodarki Krajowej w Kutnie na Wydziale Nauk Technicznych.

## Działalność naukowa
Był autorem ponad 110 opinii i recenzji, w tym 5 opinii o nadanie tytułu naukowego profesora, 1 recenzji pracy habilitacyjnej, 4 recenzji prac doktorskich oraz 16 recenzji wydawniczych książek, podręczników i skryptów dla studentów. Autor ponad 150 opracowań i ekspertyz z dziedziny geodezji inżynieryjnej oraz pomiarów kontrolnych w budownictwie Dotyczyły one między innymi: badań przemieszczeń i odkształceń morskich budowli hydrotechnicznych pod wpływem obciążeń statycznych i dynamicznych, badań deformacji fundamentów turbozespołów, obwałowań stawów odpadowych, zbiorników paliw płynnych, mostów, elewatorów, elektrowni wodnych, śluz, dźwigarów kablobetonowych, kominów, masztów, budynków mieszkalnych, obiektów zabytkowych, jak również statków, doków pływających i platform wiertniczych.
Jego referaty opublikowano w materiałach 16 Międzynarodowych Konferencji i Kongresów, a ponadto w 6 seminariach z udziałem gości zagranicznych. Opublikowany dorobek naukowy obejmuje ogółem ponad 100 pozycji (19 w językach obcych) w tym 94 indywidualnych, 16 współautorskich oraz 3 książki i 4 skrypty. Jego artykuły ukazały się m.in. w „Archiwum Hydrotechniki”, „Vermessungswesen und Raumordnung”, a także w materiałach licznych konferencji zagranicznych i dwóch kongresów międzynarodowych. Ponadto był wielokrotnie zapraszany przez różne uczelnie zagraniczne (Praga, Akwizgran, Hannover, Kaiserslautern) w celu przedstawienia wyników swoich badań. Jego publikacje były cytowane w „Zeitschrift fur Vermessungswesen” i „Vermessungswesen und Raumordnung” oraz krajowych czasopismach naukowych.
Kierownik grantu pt. „Badanie przemieszczeń i odkształceń budowli morskich” w latach 1996–1999.

## Nagrody i wyróżnienia
Uzyskał trzy indywidualne Nagrody Ministra Nauki, Szkolnictwa Wyższego i Techniki za osiągnięcia w dziedzinie autorstwa wyróżniających się podręczników dla studentów, 28 Nagród Rektora za działalność naukowo-badawczą, wyróżniające się publikacje oraz za pracę dydaktyczną, a także odznaczenia:
- Złoty Krzyż Zasługi (1974)
- Krzyż Kawalerski Orderu Odrodzenia Polski (1980)
- Medal Komisji Edukacji Narodowej (1990)
- Krzyż Oficerski Orderu Odrodzenia Polski (1997)
- Srebrna Odznaka Honorowa Naukowej Organizacji Technicznej (1979)
- Medal Pamiątkowy z okazji 50-lecia Naczelnej Organizacji Technicznej w Gdańsku (1997)
- Srebrna Odznaka Honorowa Stowarzyszenia Geodetów Polskich (1976)[4][6].

## Publikacje (wybrane)
- Żurowski, A. (1980). Pomiary geodezyjne w budownictwie morskim. Wydaw. Morskie.
- Żurowski, A. (1980) Miernictwo w budowie dróg, kolei, mostów, tuneli i lotnisk. Gdańsk, Politechnika Gdańska.
- Żurowski, A. (1981). Pomiary geodezyjne w budowie dróg, lotnisk i mostów. Wydawnictwa Komunikacji i Łączności.
- Praca zbiorowa. Ćwiczenia z geodezji pod redakcją Adama Żurowskiego. Gdańsk, Politechnika Gdańska.
- Przewłocki, S., Żurowski, A. (2006). Przewodnik do ćwiczeń z geodezji inżynieryjnej. Kutno, Wyższa Szkoła Gospodarki Krajowej.